# توم غيليغان
توم غيليغان (بالإنجليزية: Tom Gilligan)‏ هو لاعب كرة قدم أسترالية أسترالي، ولد في 3 نوفمبر 1978.

## وصلات خارجية
- توم غيليغان على موقع AustralianFootball.com (الإنجليزية)
- توم غيليغان على موقع AFLtables.com (الإنجليزية)